# 華軼
華 軼（か いつ、? - 311年?）は、中国の西晋の武将。字は彦夏。平原郡高唐県の人。曾祖父は魏の太尉華歆。

## 生涯
華軼は若くして優れた才能があり、名声が世間に聞こえていて、博愛で人を広く受け入れていたため、人々は彼のことを称賛していた。初めは博士に任ぜられ、後に昇進を重ねて散騎常侍となった。東海王司馬越は兗州牧になると華軼を招いて留府長史とした。永嘉年間には、振威将軍・江州刺史に改めて任ぜられた。
当時、世は八王の乱で大いに乱れていたが、華軼は常に儀式作法や礼儀を重視し、儒林祭酒を置いて儒教の教えを広めようと考えを述べて言った。「今や大義は廃れ、儀式作法の教えのよるべきものがなく、朝廷では議論が滞り、これを正すこともできず、憂い嘆いております。そこで特別にこの官職を置いて、儀式作法の教えを広めさせるべきです。軍諮祭酒の杜夷は心は玄妙にして深遠であり、世俗からはっきり離れており、才学は博識で深く精通し、儀式作法の教えの優れた者を備えているので、儒林祭酒に任命したく存じ上げます。」
しばらくして、諸国にはこびる賊の討伐を支援するようにとの司馬越の檄文を受け、華軼は前江夏郡太守の陶侃を揚武将軍として派遣し、兵三千を率いて夏口に駐屯させ、援軍を激励しようと考えた。華軼は江州に在して恩恵と威光を州内に振り撒き、州の豪族や名士とは友人として交際し、江南の人々の歓心を買っていたので、流浪している士人は自分の故郷へ帰るかのように彼のもとに集まってきた。
当時、天子は孤立して危機にあり、四方は瓦解していたが、華軼は天下を正そうという意志を持ち、毎年貢物を洛陽に派遣する時は、常に臣下としての節度を失わせなかった。使者に向かって言った。「もし洛陽への道が途絶えていたならば、貢物を琅邪王司馬睿のもとへ届けて、私が司馬氏のために行動していることを明らかにするように。」華軼は自分が洛陽の使者からの任命を受けていることから、寿春に監督されることになっても、当時は洛陽の朝廷がまだ機能していたこともあり、元帝（司馬睿）の命令を謹んで受け入れることが出来ないでいた。郡県の人々の多くがこのことを諌めたが、華軼は納得せずに言った。「私はただ詔書を見たいと思っているだけです。」
元帝は揚烈将軍周訪に兵を率いて彭沢に駐屯させて華軼に備えさせることにした。周訪は姑孰を過ぎると著作郎の干宝に会って、どうするのかと問われたため、周訪が言った。「丞相府は一部の統治権を得ておられるので、彭沢に駐屯するように命令された。彭沢は江州の西門の地にある。華軼は天下を憂う誠の心があるが、おいそれと他人の指図を受けたくなかったために、近頃ではもめごとになり、大いに隙を嫌うようになってしまった。今また理由なく兵士にその門を守らせれば、その溝を決定的にしてしまうだろう。しかし私が尋陽の故県に駐屯すれば、既に江州の西の圏外にあり、また北方の賊を防ぐことも出来、またお互いに逼迫して嫌い合うことも無くなるだろう。」
永嘉5年（311年）、永嘉の乱で洛陽が漢により陥落すると、司空の荀藩が檄を飛ばし、元帝を盟主とするようになった。元帝が政権を代行して上級官僚を入れ替えようとすると、華軼はまた命令に従わなかった。そこで、元帝は左将軍の王敦に甘卓・周訪・宋典・趙誘らを統率させて華軼を攻撃した。華軼は別駕の陳雄を派遣して彭沢に駐屯させて王敦を防がせ、自分は水軍を編成して外から援護することにした。武昌郡太守の馮逸が湓口に駐屯すると、周訪は馮逸を攻撃して破った。
前江州刺史の衛展は華軼に礼遇されなかったので、心の中でいつも華軼に不平を感じていた。そこでこの事態に至ると、豫章郡太守の周広と一緒に元帝側に内応して、ひそかに華軼の軍勢を急襲したところ、華軼の軍勢は潰走して安城に逃げ込んだので、追撃して華軼を斬り、華軼の五人の子をも殺害すると、華軼の首を建業に送った。

## 一族
華軼の曾祖父は魏の太尉であった華歆であり、祖父の華表は太中大夫、父の華澹は河南尹であったという。
華軼は以前、広陵の高悝が江州に身を寄せていたところ、西曹掾に招聘して優遇した事があった。華軼が敗死した時に華軼の一族の多くは殺されたが、高悝は華軼の二人の子と妻を密かに匿い、辛苦な月日を過ごした。やがて時が経って大赦が下されると、高悝は彼らを伴って出頭したので、元帝は褒め称えて彼らを許すことにしたという。